# Tour du Trentin 2015
La 39e édition du Tour du Trentin a eu lieu du 21 au 24 avril 2015. La course fait partie du calendrier UCI Europe Tour 2015 en catégorie 2.HC.
L'épreuve a été remportée par l'Australien Richie Porte (Sky), vainqueur de la deuxième étape, respectivement 22 secondes devant l'Espagnol Mikel Landa (Astana) et 58 secondes sur son coéquipier le Tchèque Leopold König.
Les différents classements annexes sont remportés par le Colombien Rodolfo Torres (Colombia) dans celui de la montagne, l'Italien Cesare Benedetti (Bora-Argon 18) pour celui des sprints, le Sud-Africain Louis Meintjes (MTN-Qhubeka) au classement du meilleur jeune et à la formation Kazakh Astana pour celui par équipes.

## Présentation

### Équipes
Classé en catégorie 2.HC de l'UCI Europe Tour, le Tour du Trentin est par conséquent ouvert aux WorldTeams dans la limite de 70 % des équipes participantes, aux équipes continentales professionnelles, aux équipes continentales italiennes et à une équipe nationale italienne.
Seize équipes participent à ce Tour du Trentin - quatre WorldTeams, dix équipes continentales professionnelles, une équipe continentale et une équipe nationale :
| UCI WorldTeams    | UCI WorldTeams | UCI WorldTeams |
| Nom de l'équipe   | Pays           | Code           |
| ----------------- | -------------- | -------------- |
| AG2R La Mondiale  | France         | ALM            |
| Astana            | Kazakhstan     | AST            |
| Cannondale-Garmin | États-Unis     | TCG            |
| Sky               | Royaume-Uni    | SKY            |

| Équipes continentales professionnelles | Équipes continentales professionnelles | Équipes continentales professionnelles |
| Nom de l'équipe                        | Pays                                   | Code                                   |
| -------------------------------------- | -------------------------------------- | -------------------------------------- |
| Androni Giocattoli-Sidermec            | Italie                                 | AND                                    |
| Bardiani CSF                           | Italie                                 | BAR                                    |
| Bora-Argon 18                          | Allemagne                              | BOA                                    |
| Caja Rural-Seguros RGA                 | Espagne                                | CJR                                    |
| Colombia                               | Colombie                               | COL                                    |
| Cult Energy                            | Danemark                               | CLT                                    |
| MTN-Qhubeka                            | Afrique du Sud                         | MTN                                    |
| Nippo-Vini Fantini                     | Italie                                 | NIP                                    |
| RusVelo                                | Russie                                 | RVL                                    |
| Southeast                              | Italie                                 | STH                                    |

| Équipe continentale | Équipe continentale | Équipe continentale |
| Nom de l'équipe     | Pays                | Code                |
| ------------------- | ------------------- | ------------------- |
| Tirol               | Autriche            | TIR                 |

| Équipe nationale          | Équipe nationale | Équipe nationale |
| Nom de l'équipe           | Pays             | Code             |
| ------------------------- | ---------------- | ---------------- |
| Équipe nationale d'Italie | Italie           | ITA              |

## Étapes
| Étape     | Date     | Villes étapes         |                              | Distance (km) | Vainqueur d’étape  | Leader du classement général |
| --------- | -------- | --------------------- | ---------------------------- | ------------- | ------------------ | ---------------------------- |
| 1re étape | 21 avril | Riva del Garda - Arco | Contre-la-montre par équipes | 13,3          | Bora-Argon 18      | Cesare Benedetti             |
| 2e étape  | 22 avril | Dro - Brentonico      | Étape de montagne            | 165,6         | Richie Porte       | Richie Porte                 |
| 3e étape  | 23 avril | Ala - Fierozzo        | Étape de montagne            | 179           | Domenico Pozzovivo | Richie Porte                 |
| 4e étape  | 24 avril | Malè - Cles           | Étape de moyenne montagne    | 161,5         | Paolo Tiralongo    | Richie Porte                 |

## Déroulement de la course

### 1reétape
| Classement de l'étape | Classement de l'étape  | Classement de l'étape | Classement de l'étape |
|                       | Équipe                 | Pays                  | Temps                 |
| --------------------- | ---------------------- | --------------------- | --------------------- |
| 1re                   | Bora-Argon 18          | Allemagne             | en 14 min 5 s         |
| 2e                    | Sky                    | Royaume-Uni           | + 0 s                 |
| 3e                    | Astana                 | Kazakhstan            | + 4 s                 |
| 4e                    | AG2R La Mondiale       | France                | + 7 s                 |
| 5e                    | Caja Rural-Seguros RGA | Espagne               | + 19 s                |
| 6e                    | Southeast              | Italie                | + 22 s                |
| 7e                    | MTN-Qhubeka            | Afrique du Sud        | + 24 s                |
| 8e                    | Cannondale-Garmin      | États-Unis            | + 24 s                |
| 9e                    | Nippo-Vini Fantini     | Italie                | + 31 s                |
| 10e                   | Bardiani CSF           | Italie                | + 36 s                |
| modifier              |                        |                       |                       |

| Classement général | Classement général | Classement général | Classement général | Classement général |
|                    | Coureur            | Pays               | Équipe             | Temps              |
| ------------------ | ------------------ | ------------------ | ------------------ | ------------------ |
| 1er                | Cesare Benedetti   | Italie             | Bora-Argon 18      | en 14 min 5 s      |
| 2e                 | Patrick Konrad     | Autriche           | Bora-Argon 18      | + 0 s              |
| 3e                 | Emanuel Buchmann   | Allemagne          | Bora-Argon 18      | + 0 s              |
| 4e                 | José Mendes        | Portugal           | Bora-Argon 18      | + 0 s              |
| 5e                 | Dominik Nerz       | Allemagne          | Bora-Argon 18      | + 0 s              |
| 6e                 | Paul Voss          | Allemagne          | Bora-Argon 18      | + 0 s              |
| 7e                 | David López García | Espagne            | Sky                | + 0 s              |
| 8e                 | Richie Porte       | Australie          | Sky                | + 0 s              |
| 9e                 | Ian Boswell        | États-Unis         | Sky                | + 0 s              |
| 10e                | Leopold König      | Tchéquie           | Sky                | + 0 s              |
| modifier           |                    |                    |                    |                    |

### 2eétape
| Classement de l'étape | Classement de l'étape | Classement de l'étape | Classement de l'étape | Classement de l'étape |
|                       | Coureur               | Pays                  | Équipe                | Temps                 |
| --------------------- | --------------------- | --------------------- | --------------------- | --------------------- |
| 1er                   | Richie Porte          | Australie             | Sky                   | en 4 h 36 min 37 s    |
| 2e                    | Mikel Landa           | Espagne               | Astana                | + 16 s                |
| 3e                    | Damiano Cunego        | Italie                | Nippo-Vini Fantini    | + 32 s                |
| 4e                    | Leopold König         | Tchéquie              | Sky                   | + 32 s                |
| 5e                    | Rodolfo Torres        | Colombie              | Colombia              | + 32 s                |
| 6e                    | Edoardo Zardini       | Italie                | Bardiani CSF          | + 32 s                |
| 7e                    | Dario Cataldo         | Italie                | Astana                | + 43 s                |
| 8e                    | Stefano Pirazzi       | Italie                | Bardiani CSF          | + 43 s                |
| 9e                    | Louis Meintjes        | Afrique du Sud        | MTN-Qhubeka           | + 43 s                |
| 10e                   | José Mendes           | Portugal              | Bora-Argon 18         | + 49 s                |
| modifier              |                       |                       |                       |                       |

| Classement général | Classement général | Classement général | Classement général | Classement général |
|                    | Coureur            | Pays               | Équipe             | Temps              |
| ------------------ | ------------------ | ------------------ | ------------------ | ------------------ |
| 1er                | Richie Porte       | Australie          | Sky                | en 4 h 50 min 32 s |
| 2e                 | Mikel Landa        | Espagne            | Astana             | + 24 s             |
| 3e                 | Leopold König      | Tchéquie           | Sky                | + 42 s             |
| 4e                 | Dario Cataldo      | Italie             | Astana             | + 57 s             |
| 5e                 | José Mendes        | Portugal           | Bora-Argon 18      | + 59 s             |
| 6e                 | Damiano Cunego     | Italie             | Nippo-Vini Fantini | + 1 min 9 s        |
| 7e                 | Louis Meintjes     | Afrique du Sud     | MTN-Qhubeka        | + 1 min 17 s       |
| 8e                 | Edoardo Zardini    | Italie             | Bardiani CSF       | + 1 min 18 s       |
| 9e                 | David López García | Espagne            | Sky                | + 1 min 23 s       |
| 10e                | Stefano Pirazzi    | Italie             | Bardiani CSF       | + 1 min 29 s       |
| modifier           |                    |                    |                    |                    |

### 3eétape
| Classement de l'étape | Classement de l'étape | Classement de l'étape | Classement de l'étape | Classement de l'étape |
|                       | Coureur               | Pays                  | Équipe                | Temps                 |
| --------------------- | --------------------- | --------------------- | --------------------- | --------------------- |
| 1er                   | Domenico Pozzovivo    | Italie                | AG2R La Mondiale      | en 4 h 54 min 12 s    |
| 2e                    | Mikel Landa           | Espagne               | Astana                | + 5 s                 |
| 3e                    | Richie Porte          | Australie             | Sky                   | + 5 s                 |
| 4e                    | Romain Bardet         | France                | AG2R La Mondiale      | + 5 s                 |
| 5e                    | Damiano Cunego        | Italie                | Nippo-Vini Fantini    | + 5 s                 |
| 6e                    | Rodolfo Torres        | Colombie              | Colombia              | + 13 s                |
| 7e                    | Dario Cataldo         | Italie                | Astana                | + 15 s                |
| 8e                    | Diego Rosa            | Italie                | Astana                | + 15 s                |
| 9e                    | Louis Meintjes        | Afrique du Sud        | MTN-Qhubeka           | + 17 s                |
| 10e                   | Leopold König         | Tchéquie              | Sky                   | + 17 s                |
| modifier              |                       |                       |                       |                       |

| Classement général | Classement général | Classement général | Classement général | Classement général |
|                    | Coureur            | Pays               | Équipe             | Temps              |
| ------------------ | ------------------ | ------------------ | ------------------ | ------------------ |
| 1er                | Richie Porte       | Australie          | Sky                | en 9 h 44 min 45 s |
| 2e                 | Mikel Landa        | Espagne            | Astana             | + 22 s             |
| 3e                 | Leopold König      | Tchéquie           | Sky                | + 58 s             |
| 4e                 | Dario Cataldo      | Italie             | Astana             | + 1 min 11 s       |
| 5e                 | Damiano Cunego     | Italie             | Nippo-Vini Fantini | + 1 min 13 s       |
| 6e                 | José Mendes        | Portugal           | Bora-Argon 18      | + 1 min 15 s       |
| 7e                 | Domenico Pozzovivo | Italie             | AG2R La Mondiale   | + 1 min 32 s       |
| 8e                 | Louis Meintjes     | Afrique du Sud     | MTN-Qhubeka        | + 1 min 33 s       |
| 9e                 | Romain Bardet      | France             | AG2R La Mondiale   | + 1 min 34 s       |
| 10e                | Edoardo Zardini    | Italie             | Bardiani CSF       | + 1 min 37 s       |
| modifier           |                    |                    |                    |                    |

### 4eétape
| Classement de l'étape | Classement de l'étape  | Classement de l'étape | Classement de l'étape       | Classement de l'étape |
|                       | Coureur                | Pays                  | Équipe                      | Temps                 |
| --------------------- | ---------------------- | --------------------- | --------------------------- | --------------------- |
| 1er                   | Paolo Tiralongo        | Italie                | Astana                      | en 3 h 58 min 7 s     |
| 2e                    | David Arroyo           | Espagne               | Caja Rural-Seguros RGA      | + 0 s                 |
| 3e                    | Fabio Duarte           | Colombie              | Colombia                    | + 0 s                 |
| 4e                    | Alessandro Bisolti     | Italie                | Nippo-Vini Fantini          | + 37 s                |
| 5e                    | Jean-Christophe Péraud | France                | AG2R La Mondiale            | + 37 s                |
| 6e                    | Gianfranco Zilioli     | Italie                | Androni Giocattoli-Sidermec | + 37 s                |
| 7e                    | Simone Petilli         | Italie                | Équipe nationale d'Italie   | + 39 s                |
| 8e                    | Amets Txurruka         | Espagne               | Caja Rural-Seguros RGA      | + 49 s                |
| 9e                    | Stefano Pirazzi        | Italie                | Bardiani CSF                | + 49 s                |
| 10e                   | José Mendes            | Portugal              | Bora-Argon 18               | + 49 s                |
| modifier              |                        |                       |                             |                       |

## Classements finals

### Classement général final
| Classement général final | Classement général final | Classement général final | Classement général final | Classement général final |
|                          | Coureur                  | Pays                     | Équipe                   | Temps                    |
| ------------------------ | ------------------------ | ------------------------ | ------------------------ | ------------------------ |
| 1er                      | Richie Porte             | Australie                | Sky                      | en 13 h 43 min 41 s      |
| 2e                       | Mikel Landa              | Espagne                  | Astana                   | + 22 s                   |
| 3e                       | Leopold König            | Tchéquie                 | Sky                      | + 58 s                   |
| 4e                       | Dario Cataldo            | Italie                   | Astana                   | + 1 min 11 s             |
| 5e                       | Damiano Cunego           | Italie                   | Nippo-Vini Fantini       | + 1 min 13 s             |
| 6e                       | José Mendes              | Portugal                 | Bora-Argon 18            | + 1 min 15 s             |
| 7e                       | Domenico Pozzovivo       | Italie                   | AG2R La Mondiale         | + 1 min 32 s             |
| 8e                       | Louis Meintjes           | Afrique du Sud           | MTN-Qhubeka              | + 1 min 33 s             |
| 9e                       | Romain Bardet            | France                   | AG2R La Mondiale         | + 1 min 34 s             |
| 10e                      | Edoardo Zardini          | Italie                   | Bardiani CSF             | + 1 min 37 s             |
| modifier                 |                          |                          |                          |                          |

### Classements annexes
| Classement de la montagne | Classement de la montagne | Classement de la montagne | Classement de la montagne | Classement de la montagne |
| ------------------------- | ------------------------- | ------------------------- | ------------------------- | ------------------------- |
|                           | Coureur                   | Pays                      | Équipe                    | Point(s)                  |
| 1er                       | Rodolfo Torres            | Colombie                  | Colombia                  | 20 points                 |
| 2e                        | Lukas Pöstlberger         | Autriche                  | Tirol                     | 12 pts                    |
| 3e                        | Richie Porte              | Australie                 | Sky                       | 12 pts                    |
| modifier                  |                           |                           |                           |                           |

| Classement des sprints | Classement des sprints | Classement des sprints | Classement des sprints | Classement des sprints |
| ---------------------- | ---------------------- | ---------------------- | ---------------------- | ---------------------- |
|                        | Coureur                | Pays                   | Équipe                 | Point(s)               |
| 1er                    | Cesare Benedetti       | Italie                 | Bora-Argon 18          | 8 points               |
| 2e                     | Lukas Pöstlberger      | Autriche               | Tirol                  | 8 pts                  |
| 3e                     | Paul Voss              | Allemagne              | Bora-Argon 18          | 6 pts                  |
| modifier               |                        |                        |                        |                        |

| Classement du meilleur jeune | Classement du meilleur jeune | Classement du meilleur jeune | Classement du meilleur jeune | Classement du meilleur jeune |
|                              | Coureur                      | Pays                         | Équipe                       | Temps                        |
| ---------------------------- | ---------------------------- | ---------------------------- | ---------------------------- | ---------------------------- |
| 1er                          | Louis Meintjes               | Afrique du Sud               | MTN-Qhubeka                  | en 13 h 45 min 14 s          |
| 2e                           | Merhawi Kudus                | Érythrée                     | MTN-Qhubeka                  | + 5 min 38 s                 |
| 3e                           | Emanuel Buchmann             | Allemagne                    | Bora-Argon 18                | + 5 min 57 s                 |
| modifier                     |                              |                              |                              |                              |

| Classement par équipes | Classement par équipes | Classement par équipes | Classement par équipes |
|                        | Équipe                 | Pays                   | Temps                  |
| ---------------------- | ---------------------- | ---------------------- | ---------------------- |
| 1re                    | Astana                 | Kazakhstan             | en 40 h 45 min 53 s    |
| 2e                     | Sky                    | Royaume-Uni            | + 1 min 53 s           |
| 3e                     | AG2R La Mondiale       | France                 | + 9 min 41 s           |
| modifier               |                        |                        |                        |

### UCI Europe Tour
Ce Tour du Trentin attribue des points pour l'UCI Europe Tour 2015, par équipes seulement aux coureurs des équipes continentales professionnelles et continentales, individuellement à tous les coureurs sauf ceux faisant partie d'une équipe ayant un label WorldTeam.
| Position,          | 1er | 2e | 3e | 4e | 5e | 6e | 7e | 8e | 9e | 10e | 11e | 12e | 13e | 14e | 15e |
| Classement général | 100 | 70 | 40 | 30 | 25 | 20 | 15 | 10 | 9  | 8   | 7   | 6   | 5   | 4   | 3   |
| Par étape          | 20  | 14 | 8  | 7  | 6  | 5  | 4  | 2  |    |     |     |     |     |     |     |
| Leader, par étape  | 10  |    |    |    |    |    |    |    |    |     |     |     |     |     |     |

| Cycliste             | Équipe                      | Général | Étape | Leader | Total |
| -------------------- | --------------------------- | ------- | ----- | ------ | ----- |
| Damiano Cunego       | Nippo-Vini Fantini          | 25      | 14    | -      | 39    |
| José Mendes          | Bora-Argon 18               | 20      | 4     | -      | 24    |
| Rodolfo Torres       | Colombia                    | 6       | 11    | -      | 17    |
| David Arroyo         | Caja Rural-Seguros RGA      | 14      | 1,2   | -      | 15,2  |
| Cesare Benedetti     | Bora-Argon 18               | -       | 4     | 10     | 14    |
| Edoardo Zardini      | Bardiani CSF                | 8       | 5     | -      | 13    |
| Louis Meintjes       | MTN-Qhubeka                 | 10      | 0,8   | -      | 10,8  |
| Stefano Pirazzi      | Bardiani CSF                | 7       | 2     | -      | 9     |
| Fabio Duarte         | Colombia                    | -       | 8     | -      | 8     |
| Alessandro Bisolti   | Nippo-Vini Fantini          | -       | 7     | -      | 7     |
| Gianfranco Zilioli   | Androni Giocattoli-Sidermec | -       | 5     | -      | 5     |
| Emanuel Buchmann     | Bora-Argon 18               | -       | 4     | -      | 4     |
| Patrick Konrad       | Bora-Argon 18               | -       | 4     | -      | 4     |
| Dominik Nerz         | Bora-Argon 18               | -       | 4     | -      | 4     |
| Simone Petilli       | Équipe nationale d'Italie   | -       | 4     | -      | 4     |
| Paul Voss            | Bora-Argon 18               | -       | 4     | -      | 4     |
| Amets Txurruka       | Caja Rural-Seguros RGA      | -       | 3,2   | -      | 3,2   |
| Hugh Carthy          | Caja Rural-Seguros RGA      | -       | 1,2   | -      | 1,2   |
| Omar Fraile          | Caja Rural-Seguros RGA      | -       | 1,2   | -      | 1,2   |
| Ángel Madrazo        | Caja Rural-Seguros RGA      | -       | 1,2   | -      | 1,2   |
| Antonio Molina       | Caja Rural-Seguros RGA      | -       | 1,2   | -      | 1,2   |
| Ricardo Vilela       | Caja Rural-Seguros RGA      | -       | 1,2   | -      | 1,2   |
| Matteo Busato        | Southeast                   | -       | 1     | -      | 1     |
| Giorgio Cecchinel    | Southeast                   | -       | 1     | -      | 1     |
| Elia Favilli         | Southeast                   | -       | 1     | -      | 1     |
| Mauro Finetto        | Southeast                   | -       | 1     | -      | 1     |
| Giuseppe Fonzi       | Southeast                   | -       | 1     | -      | 1     |
| Jonathan Monsalve    | Southeast                   | -       | 1     | -      | 1     |
| Mirko Tedeschi       | Southeast                   | -       | 1     | -      | 1     |
| Natnael Berhane      | MTN-Qhubeka                 | -       | 0,8   | -      | 0,8   |
| Merhawi Kudus        | MTN-Qhubeka                 | -       | 0,8   | -      | 0,8   |
| Daniel Teklehaimanot | MTN-Qhubeka                 | -       | 0,8   | -      | 0,8   |
| Johann van Zyl       | MTN-Qhubeka                 | -       | 0,8   | -      | 0,8   |

## Évolution des classements
| Étape              | Vainqueur          | Classement général | Classement de la montagne | Classement des sprints | Classement du meilleur jeune | Classement par équipes |
| ------------------ | ------------------ | ------------------ | ------------------------- | ---------------------- | ---------------------------- | ---------------------- |
| 1                  | Bora-Argon 18      | Cesare Benedetti   | Non décerné               | Non décerné            | Emanuel Buchmann             | Bora-Argon 18          |
| 2                  | Richie Porte       | Richie Porte       | Rodolfo Torres            | Lasse Norman Hansen    | Louis Meintjes               | Sky                    |
| 3                  | Domenico Pozzovivo | Richie Porte       | Rodolfo Torres            | Lukas Pöstlberger      | Louis Meintjes               | Astana                 |
| 4                  | Paolo Tiralongo    | Richie Porte       | Rodolfo Torres            | Cesare Benedetti       | Louis Meintjes               | Astana                 |
| Classements finals | Classements finals | Richie Porte       | Rodolfo Torres            | Cesare Benedetti       | Louis Meintjes               | Astana                 |

## Liste des participants
- Liste de départ complète

| Légende                          | Légende                                                                                                  | Légende                                | Légende                                                                                                  |
| -------------------------------- | --- | -------------------------------------- | --- |
| Num                              | Dossard de départ porté par le coureur sur ce Tour du Trentin                                            | Pos                                    | Position finale au classement général                                                                    |
| Leader du classement général     | Indique le vainqueur du classement général                                                               | Leader du classement de la montagne    | Indique le vainqueur du classement de la montagne                                                        |
| Leader du classement des sprints | Indique le vainqueur du classement des sprints                                                           | Leader du classement du meilleur jeune | Indique le vainqueur du classement du meilleur jeune                                                     |
|                                  | Indique un maillot de champion national ou mondial, suivi de sa spécialité                               | #                                      | Indique la meilleure équipe                                                                              |
| NP                               | Indique un coureur qui n'a pas pris le départ d'une étape, suivi du numéro de l'étape où il s'est retiré | AB                                     | Indique un coureur qui n'a pas terminé une étape, suivi du numéro de l'étape où il s'est retiré          |
| HD                               | Indique un coureur qui a terminé une étape hors des délais, suivi du numéro de l'étape                   | *                                      | Indique un coureur en lice pour le classement du meilleur jeune (coureurs nés après le 1er janvier 1992) |

| AG2R La Mondiale ALM               | AG2R La Mondiale ALM         | AG2R La Mondiale ALM |
| ---------------------------------- | ---------------------------- | -------------------- |
| Num                                | Coureur                      | Pos                  |
| 1                                  | Domenico Pozzovivo (ITA)     | 7e                   |
| 2                                  | Jean-Christophe Péraud (FRA) | 45e                  |
| 3                                  | Axel Domont (FRA)            | 63e                  |
| 4                                  | Hubert Dupont (FRA)          | 42e                  |
| 5                                  | Patrick Gretsch (GER)        | 66e                  |
| 6                                  | Hugo Houle (CAN)             | 61e                  |
| 7                                  | Blel Kadri (FRA)             | AB-4                 |
| 8                                  | Romain Bardet (FRA)          | 9e                   |
| Directeur sportif : Laurent Biondi |                              |                      |

| Astana # AST                        | Astana # AST           | Astana # AST |
| ----------------------------------- | ---------------------- | ------------ |
| Num                                 | Coureur                | Pos          |
| 11                                  |                        |              |
| 12                                  | Dario Cataldo (ITA)    | 4e           |
| 13                                  | Tanel Kangert (EST)    | 16e          |
| 14                                  | Mikel Landa (ESP)      | 2e           |
| 15                                  | Davide Malacarne (ITA) | 33e          |
| 16                                  | Diego Rosa (ITA)       | 13e          |
| 17                                  | Paolo Tiralongo (ITA)  | 18e          |
| 18                                  | Andrey Zeits (KAZ)     | 24e          |
| Directeur sportif : Alexandr Shefer |                        |              |

| Cannondale-Garmin TCG            | Cannondale-Garmin TCG       | Cannondale-Garmin TCG |
| -------------------------------- | --------------------------- | --------------------- |
| Num                              | Coureur                     | Pos                   |
| 21                               | Ryder Hesjedal (CAN)        | 14e                   |
| 22                               | Joe Dombrowski (USA)        | 22e                   |
| 23                               | Moreno Moser (ITA)          | 46e                   |
| 24                               | Lasse Norman Hansen (DEN)*  | AB-4                  |
| 25                               | Nathan Brown (USA)          | AB-4                  |
| 26                               | Ted King (USA)              | NP-2                  |
| 27                               | Kristoffer Skjerping (NOR)* | AB-4                  |
| 28                               | Davide Villella (ITA)       | 40e                   |
| Directeur sportif : Johnny Weltz |                             |                       |

| Sky SKY                         | Sky SKY                         | Sky SKY |
| ------------------------------- | ------------------------------- | ------- |
| Num                             | Coureur                         | Pos     |
| 31                              | Richie Porte (AUS) (Clm)        | 1er     |
| 32                              | Mikel Nieve (ESP)               | NP-3    |
| 33                              | Sebastián Henao (COL)*          | 49e     |
| 34                              | Leopold König (CZE)             | 3e      |
| 35                              | David López García (ESP)        | 39e     |
| 36                              | Ian Boswell (USA)               | 65e     |
| 37                              | Kanstantsin Siutsou (BLR) (Clm) | 15e     |
| 38                              | Xabier Zandio (ESP)             | AB-4    |
| Directeur sportif : Dario Cioni |                                 |         |

| Androni Giocattoli-Sidermec AND     | Androni Giocattoli-Sidermec AND | Androni Giocattoli-Sidermec AND |
| ----------------------------------- | ------------------------------- | ------------------------------- |
| Num                                 | Coureur                         | Pos                             |
| 41                                  | Franco Pellizotti (ITA)         | 30e                             |
| 42                                  | Oscar Gatto (ITA)               | AB-4                            |
| 43                                  | Marco Frapporti (ITA)           | 71e                             |
| 44                                  | Simone Stortoni (ITA)           | AB-3                            |
| 45                                  | Fabio Taborre (ITA)             | 70e                             |
| 46                                  | Alessio Taliani (ITA)           | 41e                             |
| 47                                  | Serghei Tvetcov (ROU)           | 51e                             |
| 48                                  | Gianfranco Zilioli (ITA)        | 17e                             |
| Directeur sportif : Giovanni Ellena |                                 |                                 |

| Bardiani CSF BAR                      | Bardiani CSF BAR                 | Bardiani CSF BAR |
| ------------------------------------- | -------------------------------- | ---------------- |
| Num                                   | Coureur                          | Pos              |
| 51                                    | Francesco Manuel Bongiorno (ITA) | 36e              |
| 52                                    | Stefano Pirazzi (ITA)            | 11e              |
| 53                                    | Andrea Piechele (ITA)            | NP-4             |
| 54                                    | Edoardo Zardini (ITA)            | 10e              |
| 55                                    | Luca Chirico (ITA)*              | 35e              |
| 56                                    | Simone Andreetta (ITA)*          | AB-4             |
| 57                                    | Luca Sterbini (ITA)              | AB-4             |
| 58                                    | Simone Sterbini (ITA)*           | 73e              |
| Directeur sportif : Roberto Reverberi |                                  |                  |

| Nippo-Vini Fantini NIP               | Nippo-Vini Fantini NIP     | Nippo-Vini Fantini NIP |
| ------------------------------------ | -------------------------- | ---------------------- |
| Num                                  | Coureur                    | Pos                    |
| 61                                   | Damiano Cunego (ITA)       | 5e                     |
| 62                                   | Giacomo Berlato (ITA)*     | 53e                    |
| 63                                   | Alessandro Bisolti (ITA)   | 21e                    |
| 64                                   | Iuri Filosi (ITA)*         | AB-4                   |
| 65                                   | Manabu Ishibashi (JPN)*    | AB-4                   |
| 66                                   | Antonio Nibali (ITA)*      | AB-4                   |
| 67                                   | Alessandro Malaguti (ITA)  | AB-4                   |
| 68                                   | Riccardo Stacchiotti (ITA) | AB-4                   |
| Directeur sportif : Stefano Giuliani |                            |                        |

| Southeast STH                     | Southeast STH           | Southeast STH |
| --------------------------------- | ----------------------- | ------------- |
| Num                               | Coureur                 | Pos           |
| 71                                | Giorgio Cecchinel (ITA) | 47e           |
| 72                                | Matteo Busato (ITA)     | 31e           |
| 73                                | Mauro Finetto (ITA)     | 74e           |
| 74                                | Giuseppe Fonzi (ITA)    | AB-4          |
| 75                                | Jonathan Monsalve (VEN) | 27e           |
| 76                                | Simone Ponzi (ITA)      | 67e           |
| 77                                | Mirko Tedeschi (ITA)    | AB-4          |
| 78                                | Elia Favilli (ITA)      | 77e           |
| Directeur sportif : Serge Parsani |                         |               |

| Équipe nationale d'Italie ITA      | Équipe nationale d'Italie ITA | Équipe nationale d'Italie ITA |
| ---------------------------------- | ----------------------------- | ----------------------------- |
| Num                                | Coureur                       | Pos                           |
| 81                                 | Luca Paolini (ITA)            | AB-4                          |
| 82                                 | Giulio Ciccone (ITA)*         | AB-4                          |
| 83                                 | Gianni Moscon (ITA)*          | 75e                           |
| 84                                 | Stefano Nardelli (ITA)*       | AB-4                          |
| 85                                 | Simone Ravanelli (ITA)*       | 72e                           |
| 86                                 | Simone Petilli (ITA)*         | 68e                           |
| 87                                 | Davide Gabburo (ITA)*         | 32e                           |
| 88                                 | Antonio Santoro (ITA)         | 34e                           |
| Directeur sportif : Davide Cassani |                               |                               |

| Colombia COL                        | Colombia COL               | Colombia COL |
| ----------------------------------- | -------------------------- | ------------ |
| Num                                 | Coureur                    | Pos          |
| 91                                  | Camilo Castiblanco (COL)   | AB-4         |
| 92                                  | Fabio Duarte (COL)         | 29e          |
| 93                                  | Darwin Pantoja (COL)       | AB-2         |
| 94                                  | Rodolfo Torres (COL)       | 12e          |
| 95                                  | Walter Pedraza (COL)       | 23e          |
| 96                                  | Brayan Ramírez (COL)*      | 58e          |
| 97                                  | Miguel Ángel Rubiano (COL) | AB-4         |
| 98                                  | Cayetano Sarmiento (COL)   | 64e          |
| Directeur sportif : Valerio Tebaldi |                            |              |

| RusVelo RVL                        | RusVelo RVL                 | RusVelo RVL |
| ---------------------------------- | --------------------------- | ----------- |
| Num                                | Coureur                     | Pos         |
| 101                                | Alexander Foliforov (RUS)*  | 76e         |
| 102                                | Ildar Arslanov (RUS)*       | AB-4        |
| 103                                | Alexander Rybakov (RUS)     | AB-4        |
| 104                                | Petr Ignatenko (RUS)        | 44e         |
| 105                                | Alexander Evtushenko (RUS)* | AB-3        |
| 106                                | Artem Ovechkin (RUS)        | AB-4        |
| 107                                | Aleksandr Komin (RUS)*      | NP-3        |
| 108                                | Roman Kustadinchev (RUS)*   | AB-4        |
| Directeur sportif : Serhiy Honchar |                             |             |

| MTN-Qhubeka MTN                    | MTN-Qhubeka MTN             | MTN-Qhubeka MTN |
| ---------------------------------- | --------------------------- | --------------- |
| Num                                | Coureur                     | Pos             |
| 111                                | Louis Meintjes (RSA)*       | 8e              |
| 112                                | Adrien Niyonshuti (RWA)     | AB-4            |
| 113                                | Natnael Berhane (ERI) (Clm) | AB-4            |
| 114                                |                             |                 |
| 115                                | Daniel Teklehaimanot (ERI)  | 62e             |
| 116                                | Merhawi Kudus (ERI)*        | 19e             |
| 117                                |                             |                 |
| 118                                | Johann van Zyl (RSA)        | 69e             |
| Directeur sportif : Alex Sans Vega |                             |                 |

| Cult Energy CLT                    | Cult Energy CLT                     | Cult Energy CLT |
| ---------------------------------- | ----------------------------------- | --------------- |
| Num                                | Coureur                             | Pos             |
| 121                                | Linus Gerdemann (GER)               | NP-3            |
| 122                                | Karel Hník (CZE)                    | AB-4            |
| 123                                | Rasmus Christian Quaade (DEN) (Clm) | AB-3            |
| 124                                | Joël Zangerlé (LUX)                 | AB-4            |
| 125                                | Gustav Larsson (SWE)                | 59e             |
| 126                                |                                     |                 |
| 127                                |                                     |                 |
| 128                                |                                     |                 |
| Directeur sportif : André Steensen |                                     |                 |

| Bora-Argon 18 BOA                    | Bora-Argon 18 BOA       | Bora-Argon 18 BOA |
| ------------------------------------ | ----------------------- | ----------------- |
| Num                                  | Coureur                 | Pos               |
| 131                                  | Cesare Benedetti (ITA)  | 43e               |
| 132                                  | Emanuel Buchmann (GER)* | 20e               |
| 133                                  | Bartosz Huzarski (POL)  | AB-4              |
| 134                                  | Patrick Konrad (AUT)    | 57e               |
| 135                                  | José Mendes (POR)       | 6e                |
| 136                                  | Dominik Nerz (GER)      | AB-4              |
| 137                                  | Cristiano Salerno (ITA) | 56e               |
| 138                                  | Paul Voss (GER)         | 60e               |
| Directeur sportif : Enrico Poitschke |                         |                   |

| Caja Rural-Seguros RGA CJR             | Caja Rural-Seguros RGA CJR | Caja Rural-Seguros RGA CJR |
| -------------------------------------- | -------------------------- | -------------------------- |
| Num                                    | Coureur                    | Pos                        |
| 141                                    | David Arroyo (ESP)         | 37e                        |
| 142                                    | Omar Fraile (ESP)          | 38e                        |
| 143                                    | Miguel Ángel Benito (ESP)* | AB-4                       |
| 144                                    | Hugh Carthy (GBR)*         | 26e                        |
| 145                                    | Ángel Madrazo (ESP)        | 54e                        |
| 146                                    | Antonio Molina (ESP)       | 48e                        |
| 147                                    | Ricardo Vilela (POR)       | 25e                        |
| 148                                    | Amets Txurruka (ESP)       | 28e                        |
| Directeur sportif : Eugenio Goikoetxea |                            |                            |

| Tirol TIR                         | Tirol TIR                   | Tirol TIR |
| --------------------------------- | --------------------------- | --------- |
| Num                               | Coureur                     | Pos       |
| 151                               | Mario Schoibl (AUT)*        | AB-3      |
| 152                               | Lukas Pöstlberger (AUT)*    | 52e       |
| 153                               | Stefan Praxmarer (AUT)      | AB-4      |
| 154                               | Florian Schipflinger (AUT)* | AB-4      |
| 155                               | Benjamin Brkic (AUT)*       | AB-4      |
| 156                               | Patrick Schultus (AUT)*     | AB-4      |
| 157                               | Markus Freiberger (AUT)*    | 55e       |
| 158                               | David Wöhrer (AUT)          | 50e       |
| Directeur sportif : Srečko Glivar |                             |           |